# Famille Rapin
La famille Rapin est une famille originaire de la Maurienne.
Une partie de cette famille vint en France au moment de l'occupation de la Savoie par les armées de François Ier. Certains sont devenus protestants et ont participé aux guerres de religion dans l'armée du prince de Condé.

## Personnalités
- Antoine Rapin[1], né à Valloire vers 1515-1520, mort en 1571. Devenu protestant, il fut un chef militaire dans l'armée du prince de Condé. Gouverneur de Montpellier en 1562, trois fois gouverneur de Montauban en 1567, de décembre 1568 à février 1569 puis entre juillet 1569 et 1570. Il a participé aux combats de la première guerre de religion, combat de Saint-Gilles en septembre 1562, la bataille de Gannat du 6 janvier 1568 et à la marche entre le Dauphiné et l'Anjou pendant l'hiver 1568. Il a fait construire l'hôtel de Rapin-Thoiras à Montauban, 24 rue Léon-de-Maleville.
- Philibert de Rapin, frère cadet du précédent, né vers 1530 à Saint-Jean-de-Maurienne. Devenu protestant, il fut maître-d'hôtel de la maison du prince de Condé. Arrêté près de Montauban, il fut jugé à Toulouse, condamné à mort comme un des principaux instigateur de la conjuration qui ensanglanta Toulouse (13 au 15 mai 1562) et exécuté trois jours plus tard, le 13 avril 1568.
  - Pierre II de Rapin, né en 1558, décédé en décembre 1647, fils du précédent, gentilhomme ordinaire de la maison du roi, baron de Mauvers, gouverneur de Mas-Garnier entre 1608 et 1635.
    - Jacques de Rapin, fils du précédent, né au château de Mauvers à Verdun-sur-Garonne en décembre 1613, mort le 18 août 1685. Seigneur de Thoyras, il est avocat au parlement de Toulouse et à la chambre de l'Édit de Castres. Il s'est marié en 1654 avec Jeanne Pélisson sœur de Paul Pélisson.
      - Paul de Rapin de Thoyras[1] (1661-1725), fils du précédent, seigneur de Toyras, historien français, auteur de l'Histoire d’Angleterre en 8 volumes.
- Charles Rapin, frère d'Antoine Rapin,, né en 1515, mort entre 1560 et 1571, chanoine de la cathédrale de Saint-Jean-de-Maurienne.
- Jacques Rapin, frère du précédent, né entre 1515 et 1520, mort le 23 décembre 1569, prêtre, vicaire général de la Maurienne, protonotaire apostolique et aumônier de Catherine de Médicis.
- Jean-Jacques Rapin, frère des précédents, né entre 1515 et 1520, mort après 1571, chapellier de la cathédrale de Saint-Jean-de-Maurienne en 1546.
- Pierre Rapin de la Chaudane[1], frère des précédents, né vers 1520, mort le 8 novembre 1579, juge-corrier de Maurienne.

## Référence
- Cet article est partiellement ou en totalité issu de l'article intitulé « Rapin » (voir la liste des auteurs).

1. 1 2 3  Raoul de Cazenove, RAPIN-THOYRAS : Sa famille, sa vie et ses œuvres, Toulouse, Société des livres religieux de Toulouse, 1874, 284 p. (lire en ligne), p. 20